# 中川勝
中川 勝（なかがわ まさる、1950年（昭和25年）7月7日 - ）は、日本の政治家。山形県米沢市長（2期）。元山形県議会議員（3期）、元米沢市議会議員（5期）。

## 来歴
山形県米沢市出身。山形県立米沢商業高等学校卒業。
1983年4月の米沢市議会議員選挙で初当選。1997年3月には市議会議長に就任した。5期20年務めたのち、2003年4月の山形県議会議員選挙に自由民主党公認で出馬し初当選。
2015年11月22日に行われた米沢市長選挙に「産業振興会社の設立と、国からの副市長招請」を公約に掲げて出馬。現職の安部三十郎との接戦を制し初当選した。勝因として、2013年に新文化複合施設（新図書館）を建設中に巨大な地下残存物が見つかり撤去に巨額の費用を要したことや、市の財政収支が2014年度決算で3年連続実質赤字となったことなど、現職にとって負い目となる要素が多かったことが指摘される。12月22日、市長就任。選挙の結果は以下のとおり。
※当日有権者数：68,447人 最終投票率：58.74%（前回比：+8.96pts）
| 候補者名   | 年齢 | 所属党派 | 新旧別 | 得票数   | 得票率 | 推薦・支持         |
| ---------- | ---- | -------- | ------ | -------- | ------ | ------------------ |
| 中川勝     | 65   | 無所属   | 新     | 20,911票 | 52.61% | （推薦）自由民主党 |
| 安部三十郎 | 62   | 無所属   | 現     | 18,837票 | 47.39% |                    |

2019年11月25日投開票の同選挙に自民党・公明党の推薦を受けて立候補し、元衆議院議員の近藤洋介を24票差で下し再選。
※当日有権者数：67,378人 最終投票率：60.57%（前回比：+1.83pts）
| 候補者名 | 年齢 | 所属党派 | 新旧別 | 得票数   | 得票率 | 推薦・支持                 |
| -------- | ---- | -------- | ------ | -------- | ------ | -------------------------- |
| 中川勝   | 69   | 無所属   | 現     | 20,241票 | 50.02% | （推薦）自由民主党・公明党 |
| 近藤洋介 | 54   | 無所属   | 新     | 20,217票 | 49.98% |                            |

2023年に米沢市長を退任した。

## 政策・主張
- 2016年2月18日、「市長任期の2期8年制」を実現する条例案を定例市議会に提出すると発表[8]。議会で可決され、県内初の試みとなった。